# Mauerkrone

Mauerkrone der Berliner Bezirkswappen

Die Mauerkrone ist ein städtisch-republikanisches Symbol, das die Rangkrone des Adels gestalterisch in Form eines wehrhaften Zinnenkranzes und bzw. oder einer Folge von Stadtmauer-Türmen aufgreift.

## Antike

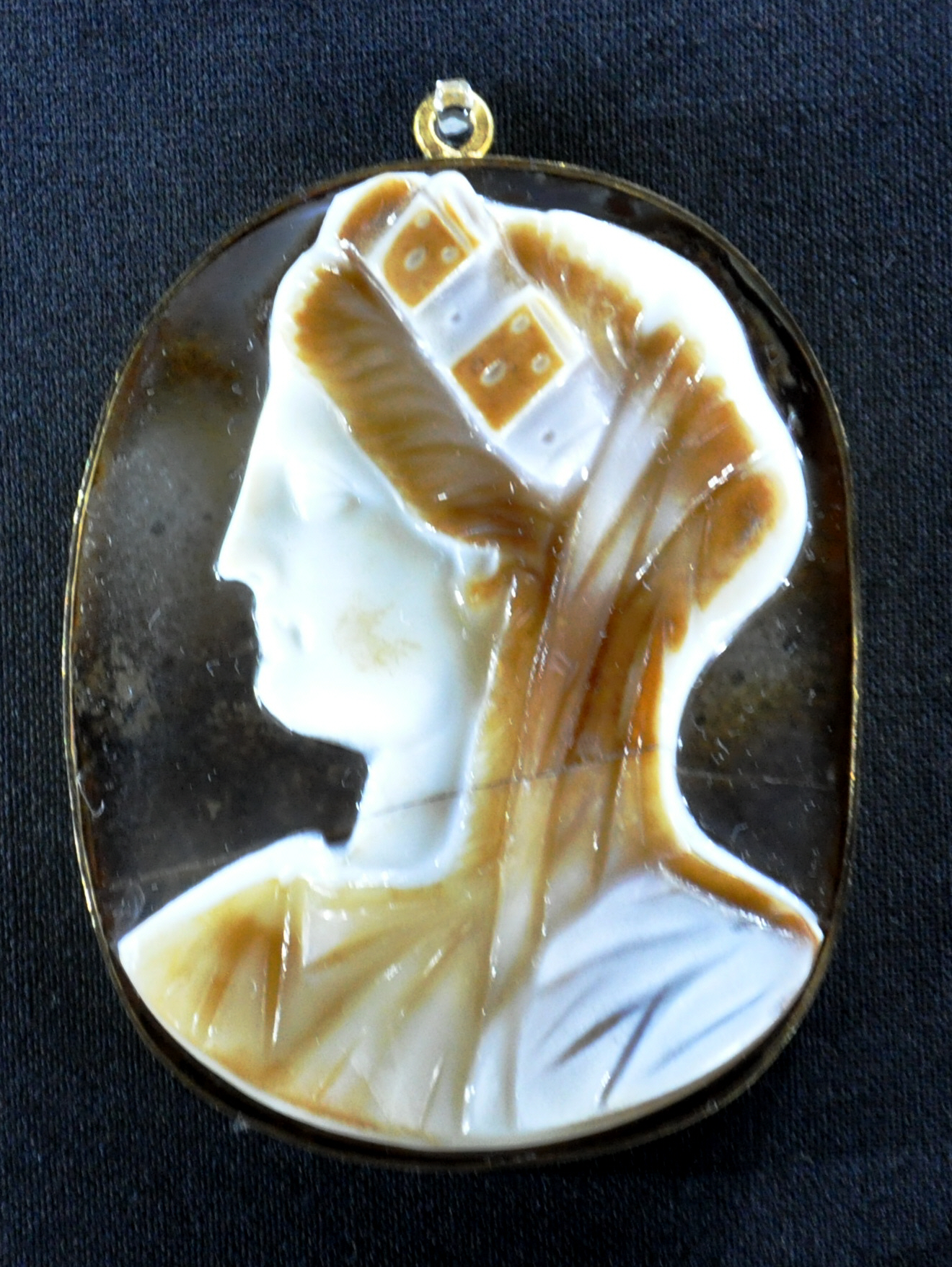
Römische Stadtgöttin mit Mauerkrone

Stadtgöttinnen (Stadttychen), Aphrodite, Kybele und andere weibliche griechische Heldengestalten wurden mit Mauerkronen abgebildet, in der Neuzeit auch Personifikationen von Städten und Ländern. Die römische militärische Auszeichnung corona muralis hingegen ist kein republikanisches Symbol, sondern ein Ehrenzeichen für die Erstürmung einer Stadt.

## Heraldik
Die Mauerkrone bezieht sich in der Heraldik auf Zeichnung eines Mauerwerks mit Zinnenkranz, wie sie in Wappen von freien Städten gerne vorkommt und versinnbildlicht das freie Bürgertum. Wenn nicht als Ausnahme im Wappenschild dargestellt, gehört sie zum Oberwappen. Die Ausführung kann drei-, fünf- und mehrtürmig sein. Letztere Form ist selten. Auf der über dem Wappenschild angebrachten Mauerkrone können Wappentiere laufen, gehen, springen oder emporwachsen. Bekannt dafür sind Bär, Löwe, Greif und Hahn. Oft begnügt sich der Wappenträger mit Fahnen oder anderen natürlichen Elementen.
Die Art, Stadtwappen diese Krone aufzusetzen, reicht ins 19. Jahrhundert zurück. Es ist der Napoleonischen Heraldik zuzuschreiben. Eine breite Anwendung ist nicht erfolgt, da Städte bevorzugt ihre verliehene Rangkrone auf den Schild setzen.

## Wappen mit Mauerkronen (Beispiele)

Belarus: Homelskaja Woblasz
Belarus: Minskaja Woblasz
Portugal: Abrantes
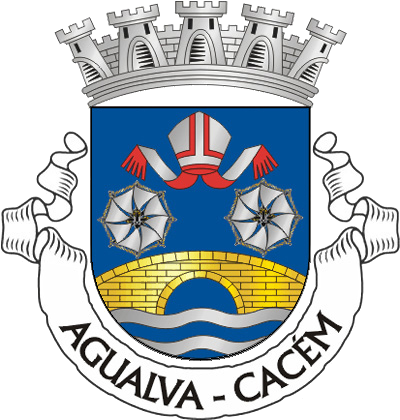
Portugal: Agualva-Cacém
Rumänien: Bukarest
Ungarn: Komitat Bács-Kiskun
Frankreich: Paris
Spanien: Cornellà de Llobregat
Spanien: Esparreguera
Spanien: Santa Coloma de Cervelló
Italien: Agrigent
Italien: Ancona
Italien: Metropolitanstadt Catania
Italien: Firenzuola
Republik Österreich
Österreich: Land Niederösterreich
Deutschland: Berlin, Bezirk Friedrichshain-Kreuzberg
Deutschland: Ahlen
Deutschland: Bad Homburg vor der Höhe
Deutschland: Bad Münder am Deister
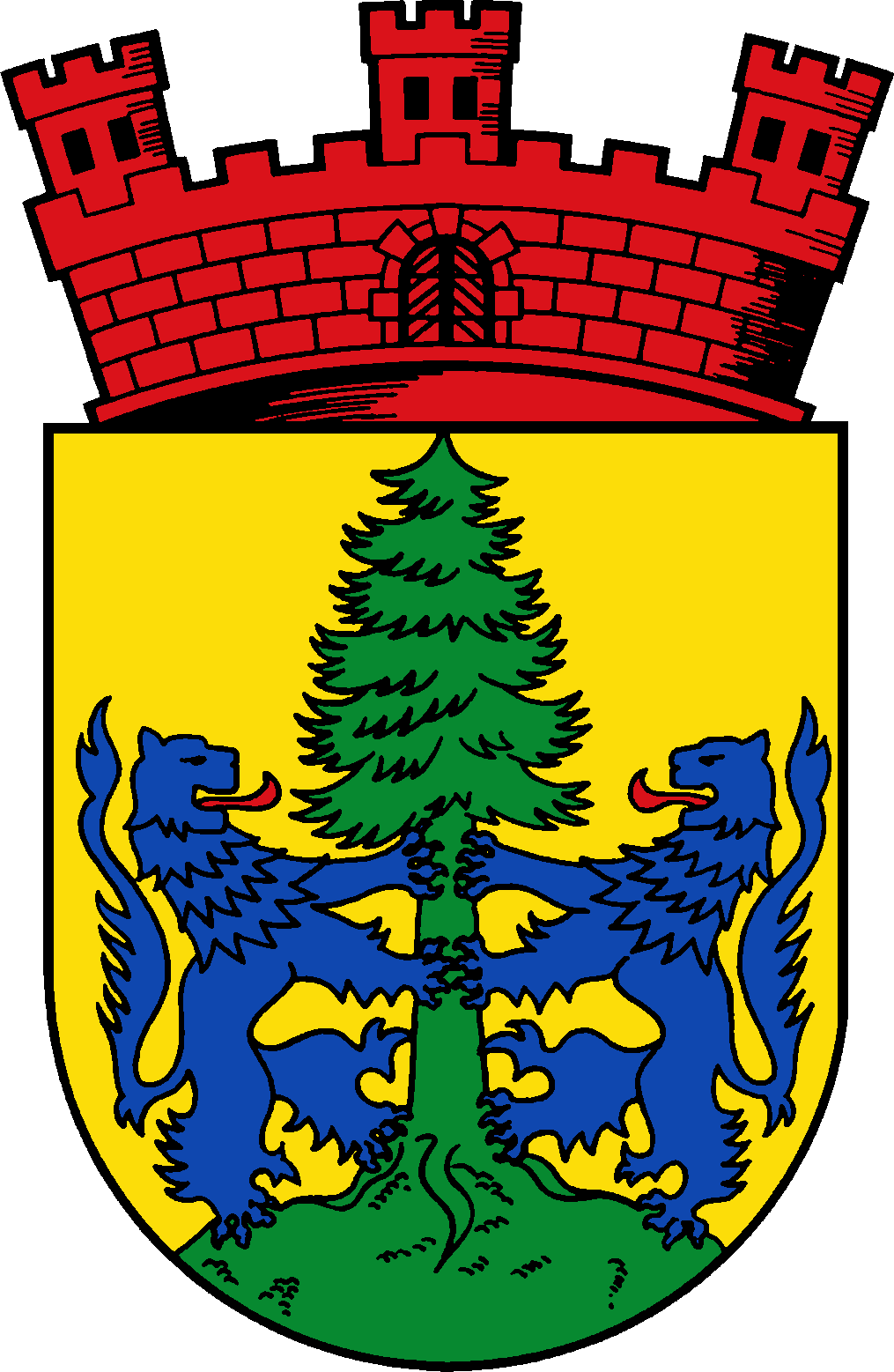
Deutschland: Dannenberg (Elbe)
Deutschland: Dessau-Roßlau
Deutschland: Fulda
Deutschland: Hochheim am Main
Deutschland: Opladen
Deutschland: Recklinghausen
Deutschland: Saarlouis
Deutschland: Solingen
Finnland: Raseborg